# Ворона (рассказ)
«Ворона» — юмористический рассказ Антона Павловича Чехова, написанный в 1885 году.

## История создания

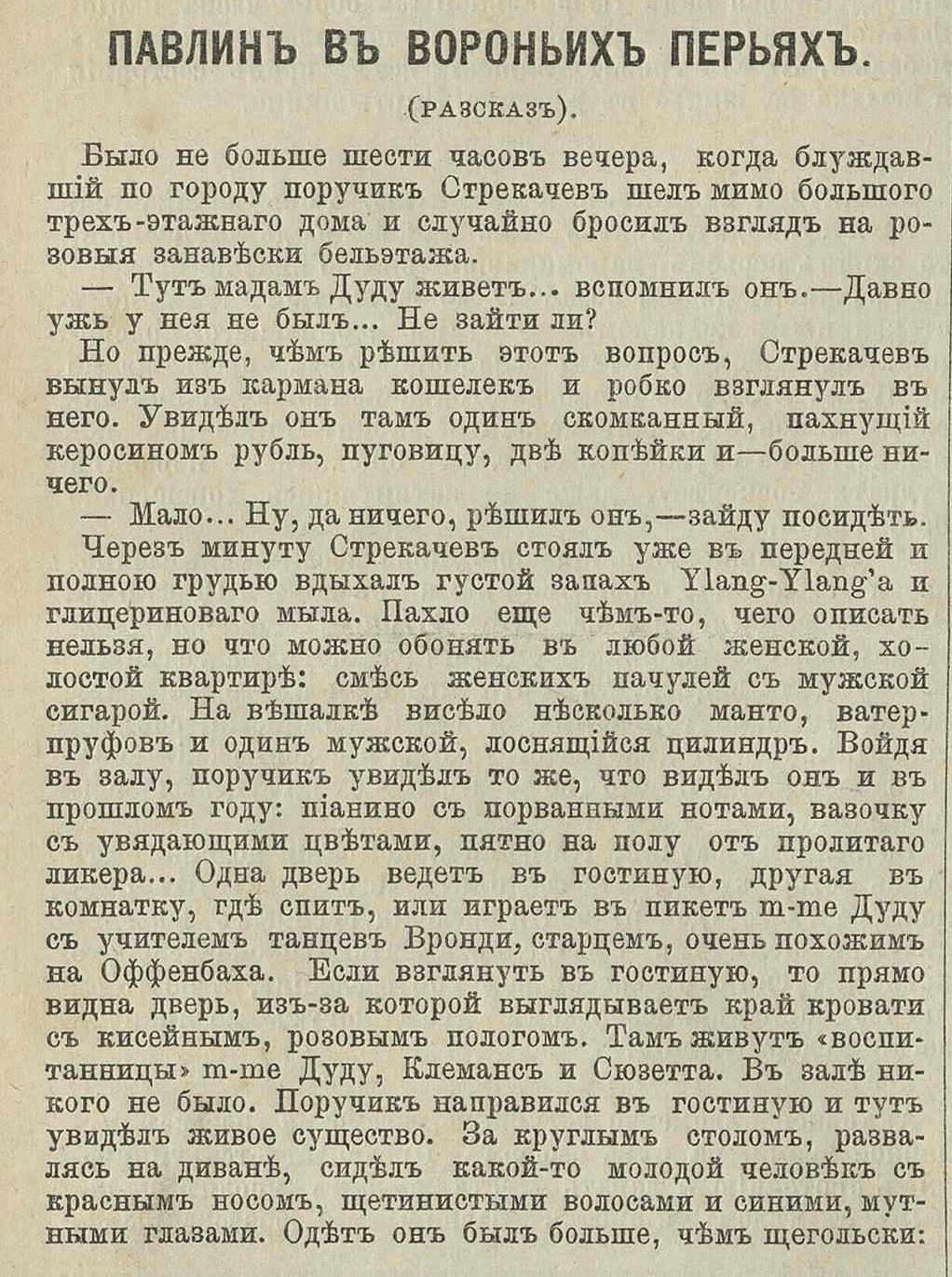

Рассказ впервые упомянут под названием «Павлин» в письме Чехова издателю Н. А. Лейкину от 9 мая 1885 года, написанного во время пребывания писателя на даче в имении Бабкино на реке Истра. В письме Чехов просит издателя вставить в рассказ неизвестные ему названия петербургских увеселительных заведений, отмеченных в рукописи буквами N и Z. Лейкин выполнил просьбу добавив в текст названия ресторанов «Аркадия» и «Крестовский сад». В ответном письме издатель опасается, что рассказ может не пройти цензуру и пишет Чехову: «Но, батюшка, Антон Павлович! Он очень похабен и совсем не для Осколков. <…> Хотя я и смягчил в нем резкие сальности, но все-таки скрепя сердце послал в типографию набирать. Есть, впрочем, основания предполагать, что он и цензурою не будет пропущен. Судите сами: ведь Вы публичный дом описываете». Однако опасения оказались напрасными и 1 июня 1885 года рассказ был опубликован в №22 журнала «Осколки» под заглавием «Павлин в вороньих перьях» и подписанный псевдонимом А. Чехонте. Позже, работая над третьим томом издания собрания сочинений, Чехов изменил название рассказа на «Ворона» и внёс несколько существенных правок в текст.

## Персонажи
- Василий Стрекачев — поручик, посетитель публичного дома.
- Филенков — писарь канцелярии, подчиненный Стрекачева.
- Мадам Дуду — содержательница публичного дома.
- Барб и Бланш -«воспитанницы» мадам Дуду.

## Сюжет
Прогуливающийся по городу поручик Стрекачев посещает квартиру мадам Дуду, где встречает своего подчинённого - 
щёгольски одетого писаря Филенкова, сидевшего за столом в окружении пустых бутылок. Поручик, удивлённый встречей с Филенковым в таком месте, выразил недоумение, на что писарь начал оправдываться заплетающимся языком.
После появления в гостиной мадам Дуду и её «воспитанниц» Барб и Бланш, обстановка успокаивается и оказывается, что присутствующие отмечают день рождения одной из девиц. Начинается кутёж, разошедшийся Филенков сорит деньгами и вся компания уезжает по ресторанам, где мужчины окончательно напиваются и теряют человеческий облик. В пьяном угаре писарь, то и дело призывающий уважать его человеческое и гражданское достоинство, в конце концов заявляет, что он «ворона, а не гражданин». Заканчивается рассказ встречей похмельных поручика и писаря в своей канцелярии.